# Shizuka Nakano
Pour les articles homonymes, voir Nakano (homonymie).
 (août 2012).
中野 シズカ
Œuvres principales
Première œuvre : Le Piqueur d'étoiles
Autres ouvrages :
Shizuka Nakano (中野 シズカ, Nakano Shizuka), née en 1969 à Tokyo, est une mangaka japonaise. Son premier recueil, Le Piqueur d'étoiles, est publié en 2004. Paraîtront ensuite Kyarapî et Esora. Ses dessins se composent essentiellement de trames découpées et appliquées.

## Bandes dessinées
- Kyarapî, Shōgakukan
- Esora, Kōdansha
- 2004 : Le Piqueur d'étoiles
- 2012 : Le Semeur d'étoiles

## Récompenses
- 2001 : Prix Hayashi Seiichi